# 安娜·翁特貝格爾
安娜·翁特貝格爾（德語：Anna Unterberger；1985年9月23日—），義大利女演員，波爾察諾人。 
安娜幼時母亲在残疾者剧院工作。她就讀高中時即已立志成為女演員。高中毕业后，安娜開始打工以賺取學習戲劇和聲樂的費用。2005年到2009年間就讀維也納市音樂藝術大學。剛開始工作時，她曾在哥本哈根的國家劇院（State Theater）、科辛布倫夏季音樂節（Summer Festival）和維也納Drachengasse剧院演出。2008年時也涉足電影製作。2009年至2010年間為薩爾斯堡劇院舞群成員。當前視其工作需要，居於薩爾斯堡、維也納、柏林或慕尼黑。 
2010年，她在奥斯卡·罗勒的电影《猶太人蘇斯：無良的電影》飾演Britta。2012年在《白雪公主必亡》（Snow White Must Die）中飾演Nadja Bredow。